# St. Martin am Tennengebirge
St. Martin am Tennengebirge é um município da Áustria, situado no distrito de St. Johann im Pongau, no estado de Salzburgo. Tem 46,9 km² de área e sua população em 2019 foi estimada em 1.662 habitantes.